# Гаїтянський гурд
Гурд (гаїт. креол. Goud) — національна валюта Гаїті. Ділиться на 100 сантимів (фр. centimes або гаїт. креол. santim).В даний час в обігу знаходяться наступні монети:
50 сантимів,1 гурд та 5 гурдів які  не так часто, але  ще можливо  зустріти при розрахунках. Скрізь також приймають в розрахунки доллари США,оскільки за рішенням уряду Гаїті долар США офіційно визнаний другою валютою, яка має статус національної.

## Історія
Назв гурд походить від ісп. gordo — товстий, жирний. Так французькі колонізатори називали песо або вирізані з нього кружечки (сектори), які становили 1/5 частини цілої монети. Такі гроші були в обігу в усіх французьких колоніях Вест-Індії.
Перший гурд був введений в 1813 році і замінив лівр в розмірі 1 гурд = 8 ліврів та 5 су.